# Nieder-Rosbach
Nieder-Rosbach ist ein Stadtteil von Rosbach vor der Höhe im hessischen Wetteraukreis.

## Geografie
Der Ort liegt östlich des Stadtteils Ober-Rosbach am Rande des Taunus und wird vom Rosbach durchflossen. Die nächste Stadt ist Friedberg (Hessen).

## Geschichte

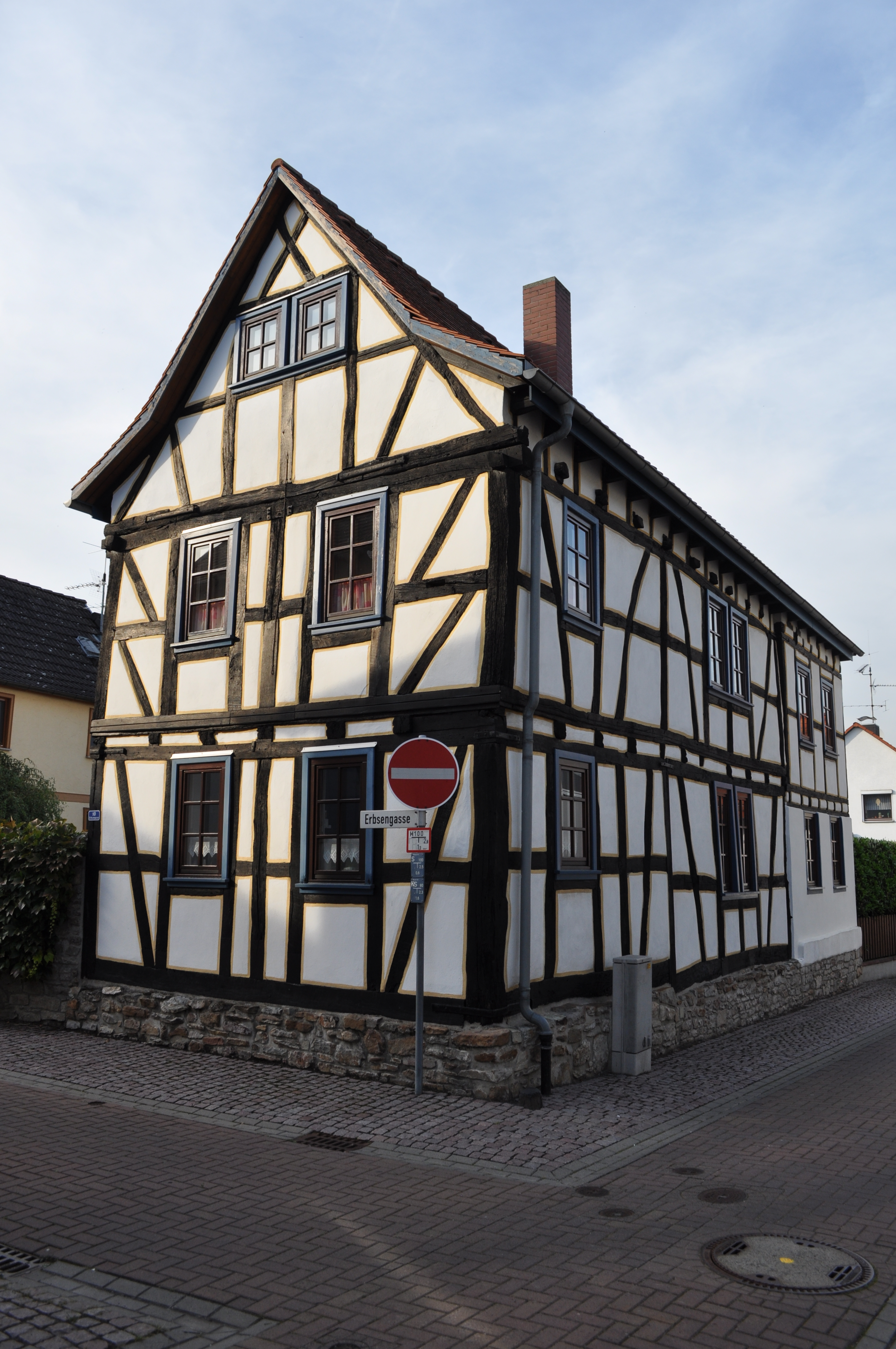
Denkmalgeschütztes Fachwerkhaus Erbsengasse 10

Das Gebiet des heutigen Nieder-Rosbach wurde, wie archäologische Funde bezeugen, schon in der Jungsteinzeit besiedelt. Die erste urkundliche Erwähnung erfolgte im Jahre 884. 1356 wurde die Burg erstmals erwähnt. Sie wurde 1710 neu erbaut. 60 Jahre später bekam die Kirche ein neues Kirchenschiff und der Turm wurde erhöht. Bis 1820 bildeten Ober-Rosbach und Nieder-Rosbach gemeinsam das Amt Rosbach, zunächst in der Landgrafschaft Hessen-Darmstadt, dann im Großherzogtum Hessen. Die Bahnstrecke Friedrichsdorf–Friedberg mit dem Bahnhof Rosbach v d Höhe wurde 1901 eröffnet. 1913 ging die Wasserburg in das Eigentum der Gemeinde über.
Im Zuge der Gebietsreform in Hessen wurde am 1. Dezember 1970 die Gemeinde Nieder-Rosbach auf freiwilliger Basis in die Stadt Ober-Rosbach eingegliedert und gleichzeitig der Name der Stadt amtlich in Rosbach geändert.

## Bevölkerung
Einwohnerstruktur 2011
Nach den Erhebungen des Zensus 2011 lebten am Stichtag dem 9. Mai 2011 in Nieder-Rosbach 2379 Einwohner. Darunter waren 171 (7,2 %) Ausländer. Nach dem Lebensalter waren 474 Einwohner unter 18 Jahren, 1008 zwischen 18 und 49, 555 zwischen 50 und 64 und 339 Einwohner waren älter. Die Einwohner lebten in 951 Haushalten. Davon waren 219 Singlehaushalte, 288 Paare ohne Kinder und 357 Paare mit Kindern, sowie 75 Alleinerziehende und 15 Wohngemeinschaften. In 141 Haushalten lebten ausschließlich Senioren und in 708 Haushaltungen lebten keine Senioren.
Einwohnerentwicklung
| Nieder-Rosbach: Einwohnerzahlen von 1834 bis 2022 | Nieder-Rosbach: Einwohnerzahlen von 1834 bis 2022 | Nieder-Rosbach: Einwohnerzahlen von 1834 bis 2022 | Nieder-Rosbach: Einwohnerzahlen von 1834 bis 2022 | Nieder-Rosbach: Einwohnerzahlen von 1834 bis 2022 |
| --- | ------------------------------------------------- | ------------------------------------------------- | ------------------------------------------------- | ------------------------------------------------- |
| Jahr |                                                   |                                                   |                                                   | Einwohner                                         |
| 1834 | 1834                                              |                                                   | 491                                               | 491                                               |
| 1840 | 1840                                              |                                                   | 526                                               | 526                                               |
| 1846 | 1846                                              |                                                   | 535                                               | 535                                               |
| 1852 | 1852                                              |                                                   | 522                                               | 522                                               |
| 1858 | 1858                                              |                                                   | 500                                               | 500                                               |
| 1864 | 1864                                              |                                                   | 494                                               | 494                                               |
| 1871 | 1871                                              |                                                   | 530                                               | 530                                               |
| 1875 | 1875                                              |                                                   | 522                                               | 522                                               |
| 1885 | 1885                                              |                                                   | 482                                               | 482                                               |
| 1895 | 1895                                              |                                                   | 505                                               | 505                                               |
| 1905 | 1905                                              |                                                   | 563                                               | 563                                               |
| 1910 | 1910                                              |                                                   | 546                                               | 546                                               |
| 1925 | 1925                                              |                                                   | 559                                               | 559                                               |
| 1939 | 1939                                              |                                                   | 551                                               | 551                                               |
| 1946 | 1946                                              |                                                   | 900                                               | 900                                               |
| 1950 | 1950                                              |                                                   | 893                                               | 893                                               |
| 1956 | 1956                                              |                                                   | 824                                               | 824                                               |
| 1961 | 1961                                              |                                                   | 888                                               | 888                                               |
| 1967 | 1967                                              |                                                   | 1.063                                             | 1.063                                             |
| 1970 | 1970                                              |                                                   | 1.116                                             | 1.116                                             |
| 1980 | 1980                                              |                                                   | ?                                                 | ?                                                 |
| 1990 | 1990                                              |                                                   | ?                                                 | ?                                                 |
| 2000 | 2000                                              |                                                   | ?                                                 | ?                                                 |
| 2011 | 2011                                              |                                                   | 2.379                                             | 2.379                                             |
| 2022 | 2022                                              |                                                   | 2.422                                             | 2.422                                             |
| Datenquelle: Historisches Gemeindeverzeichnis für Hessen: Die Bevölkerung der Gemeinden 1834 bis 1967. Wiesbaden: Hessisches Statistisches Landesamt, 1968. Weitere Quellen: LAGIS; Zensus 2011; 2022 |                                                   |                                                   |                                                   |                                                   |

Historische Religionszugehörigkeit
| • 1961: | 719 evangelische (= 80,97 %), 162 katholische (= 18,24 %) Einwohner |

## Sehenswürdigkeiten
Nieder-Rosbach ist eines der geschlossenen, ehemals befestigten Dörfer in der Wetterau und steht als Gesamtanlage unter Denkmalschutz. Siehe hierzu die Liste der Kulturdenkmäler in Nieder-Rosbach.

### Wasserburg Nieder-Rosbach

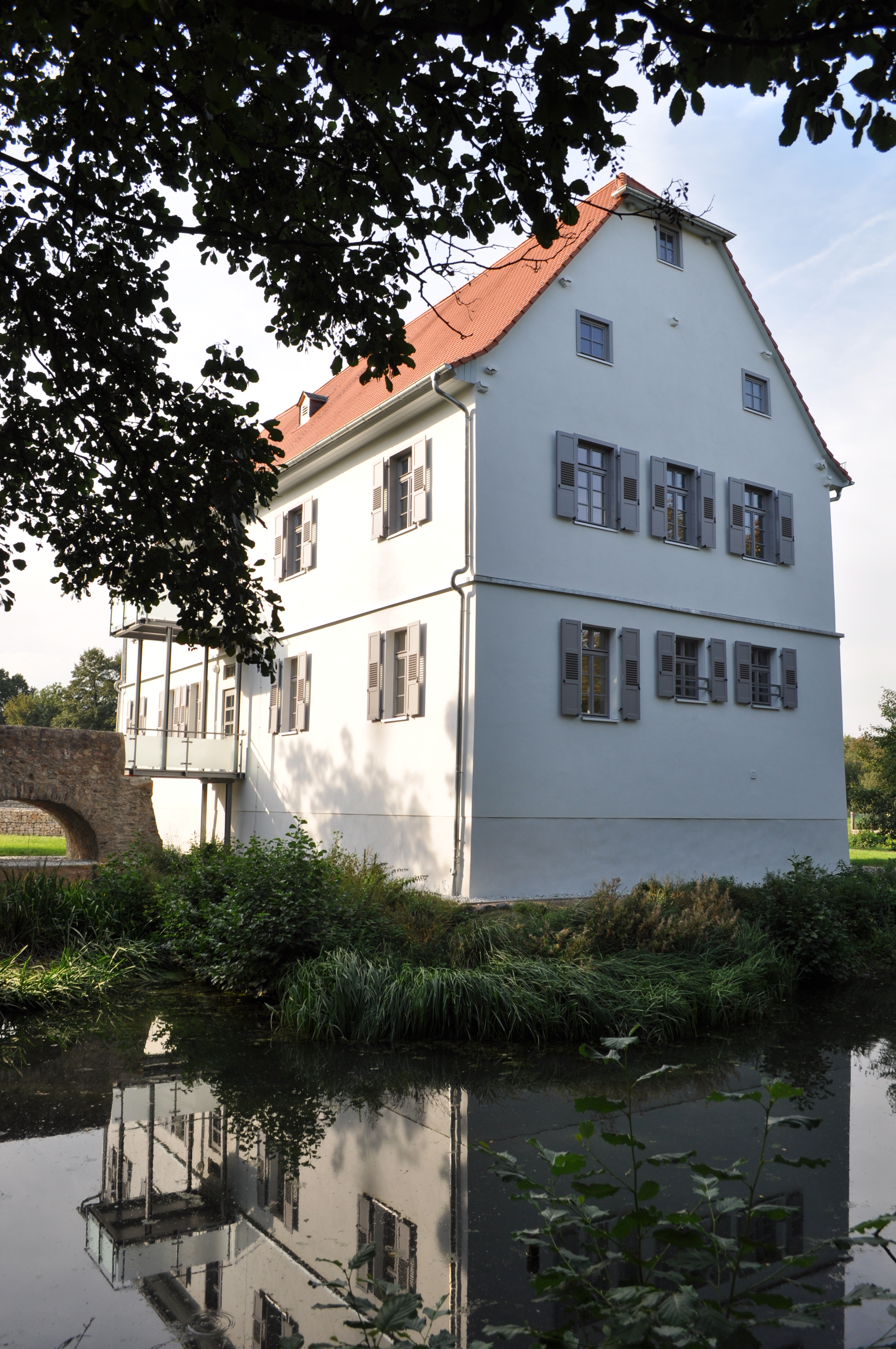
Wasserburg von Süd-Ost

Im Ort steht eine alte Wasserburg. Die Ursprünge der Burg gehen auf das 13. Jahrhundert zurück, als dies der Sitz der Herren von Carben war. Von 1503 bis 1816 war sie im Besitz der Herren von Greiffenclau zu Vollrads. 1710 wurde das neue Herrenhaus erbaut, welches heute noch steht.
Dieses, im Jahre 2011 sanierte Gebäude, ist zweigeschossig über einem hochliegenden Sockel errichtet. Der Sockel und das erste Geschoss sind in Massivbauweise gebaut, das zweite Geschoss in Fachwerkbauweise. Der Wassergraben um das Gebäude ist an der Süd-Ost-Ecke teilweise wiederhergestellt und wird von einer dreibogigen Bruchsteinbrücke überquert, die den Zugang zum Haupteingang ermöglicht.
Das Gebäude, das Eigentum der Stadt Rosbach ist, ist auf der Rückseite mit modernen Aufzuganlagen ausgestattet. Es wird als öffentliche Begegnungsstätte genutzt.
Vor der Wasserburg ist ein weiter Platz angelegt, der als Festplatz genutzt wird. Er stellt auch die Sichtachse Burg/Kirche her. An diesem Platz liegt auch das 1839 errichtete Gebäude der früheren Nieder-Rosbacher Grundschule, das heute, nach einer zwischenzeitlichen Nutzung als Dorfgemeinschaftshaus, privat bewohnt wird. Ursprünglich war dieses Gebäude der Ökonomiehof der Wasserburg.

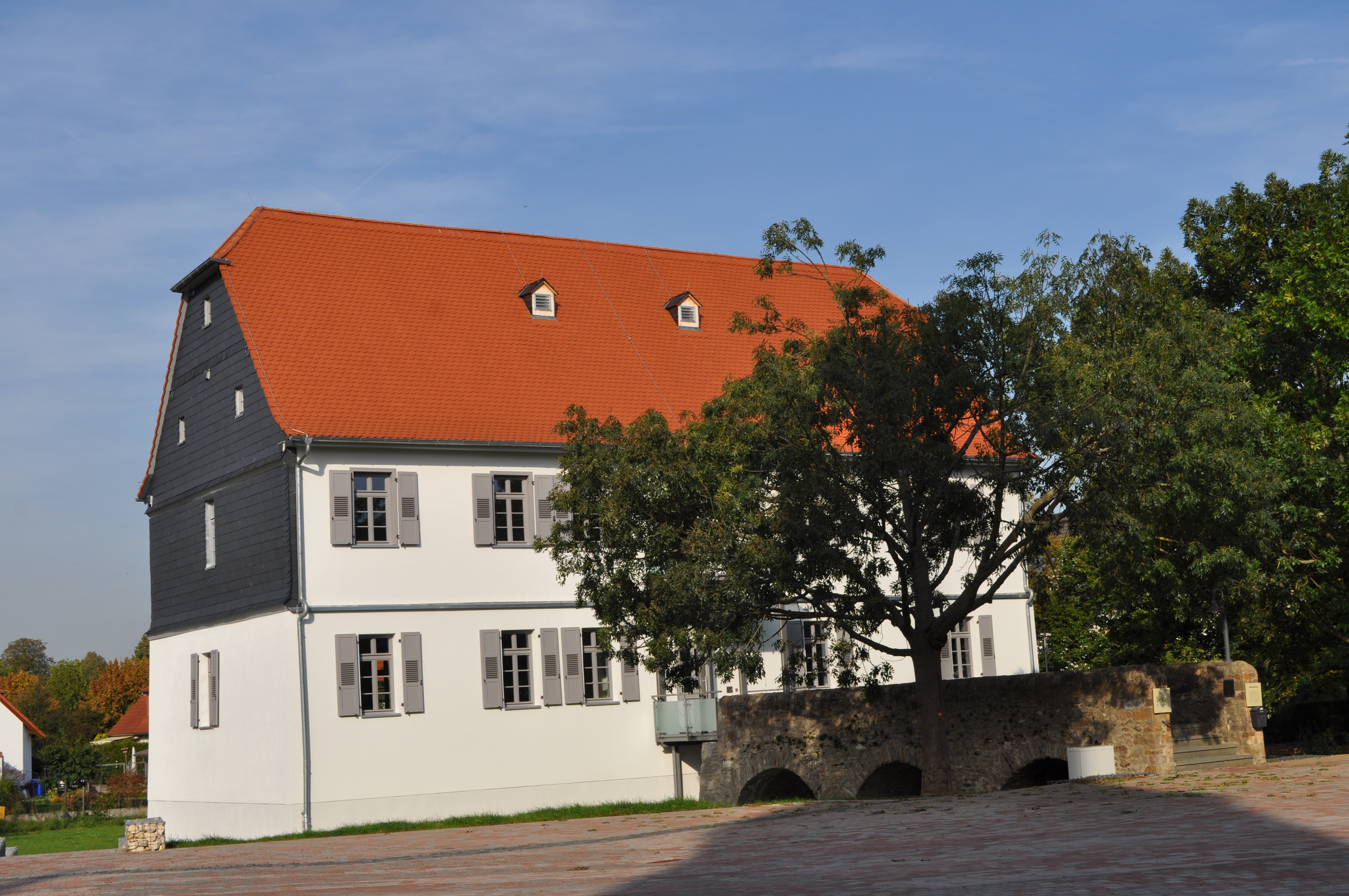
Wasserburg, vom Vorplatz aus
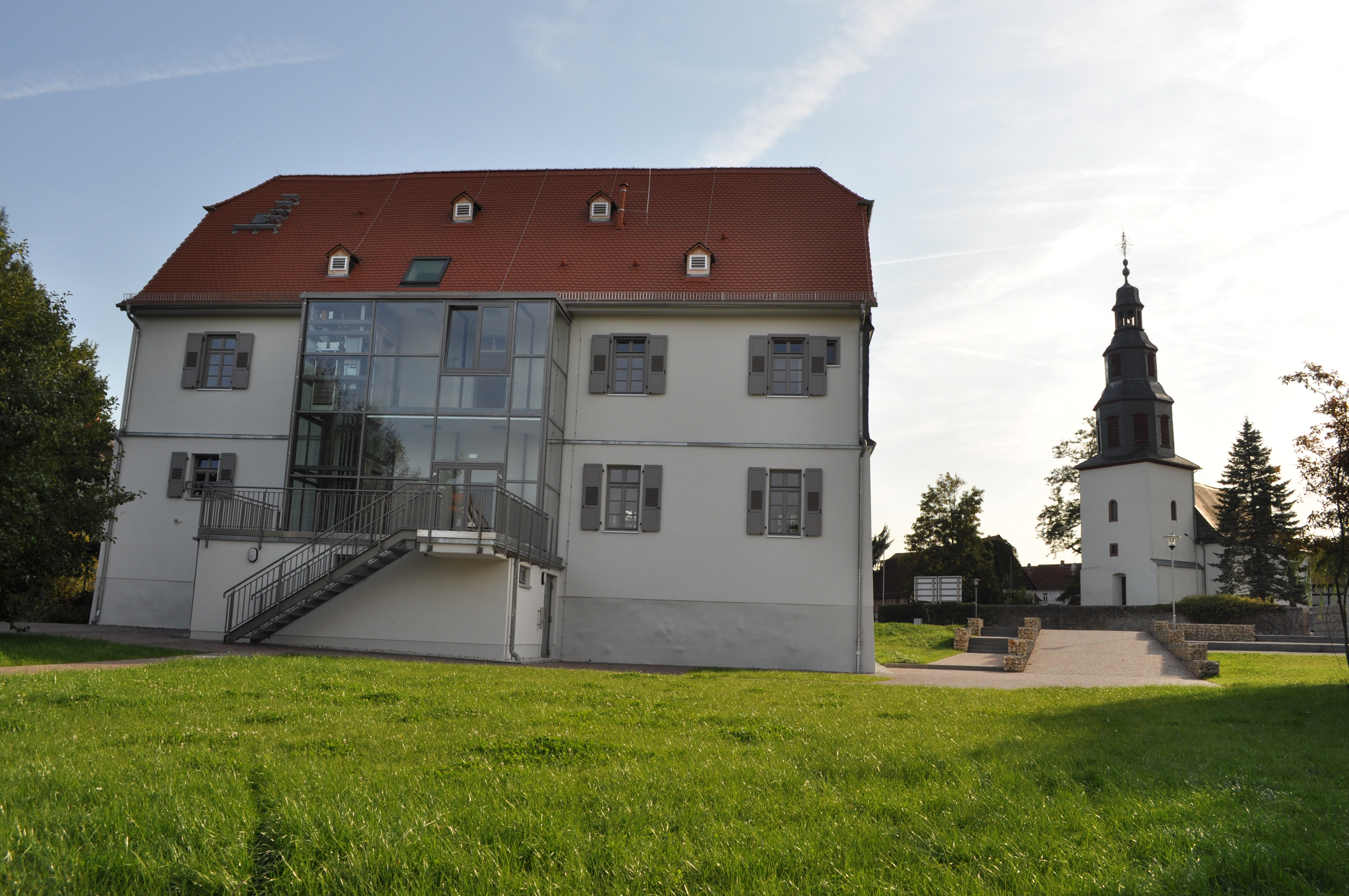
Rückseite der Wasserburg mit Kirche
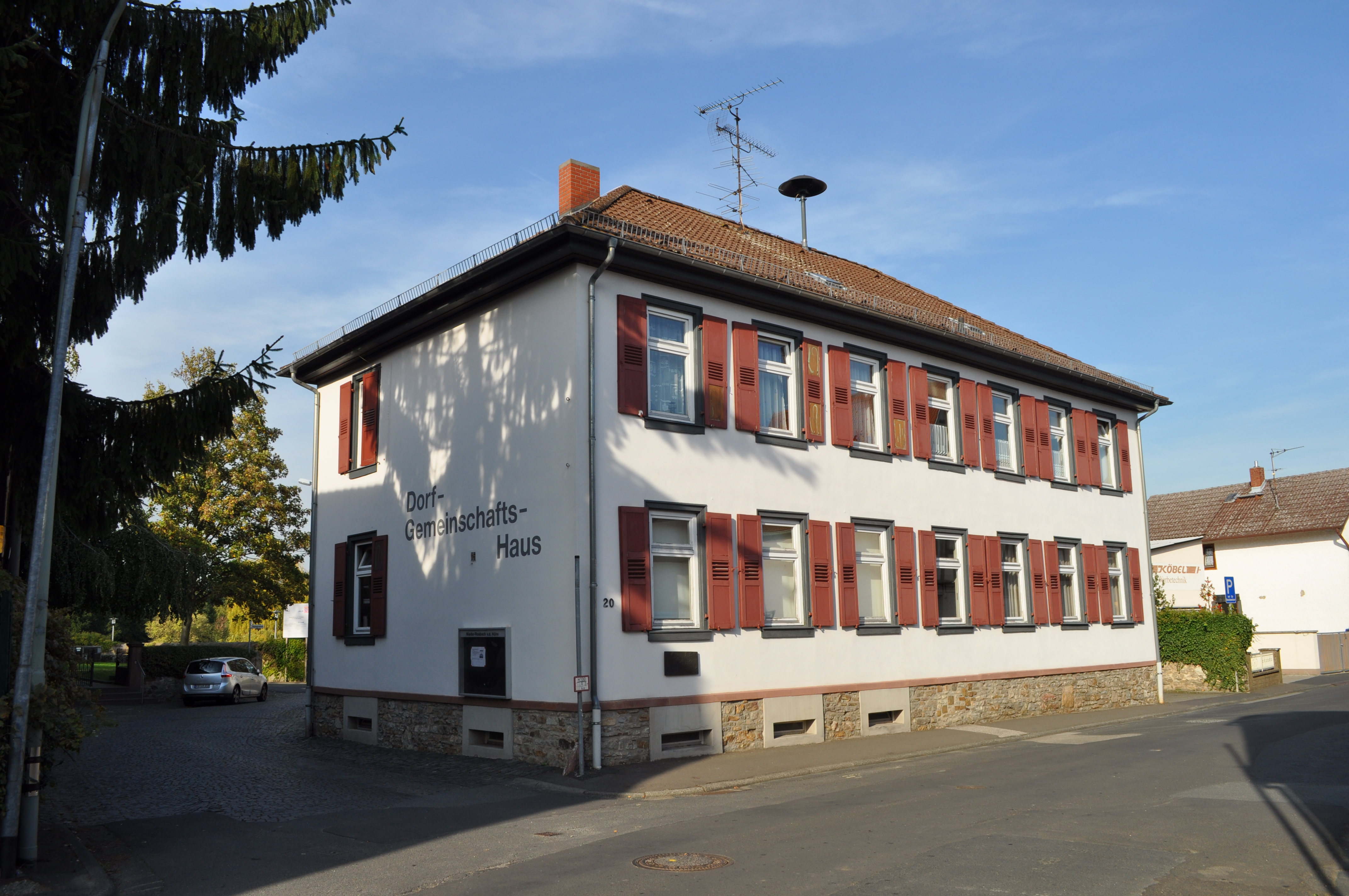
Ehemaliges Dorfgemeinschaftshaus

### Kirche

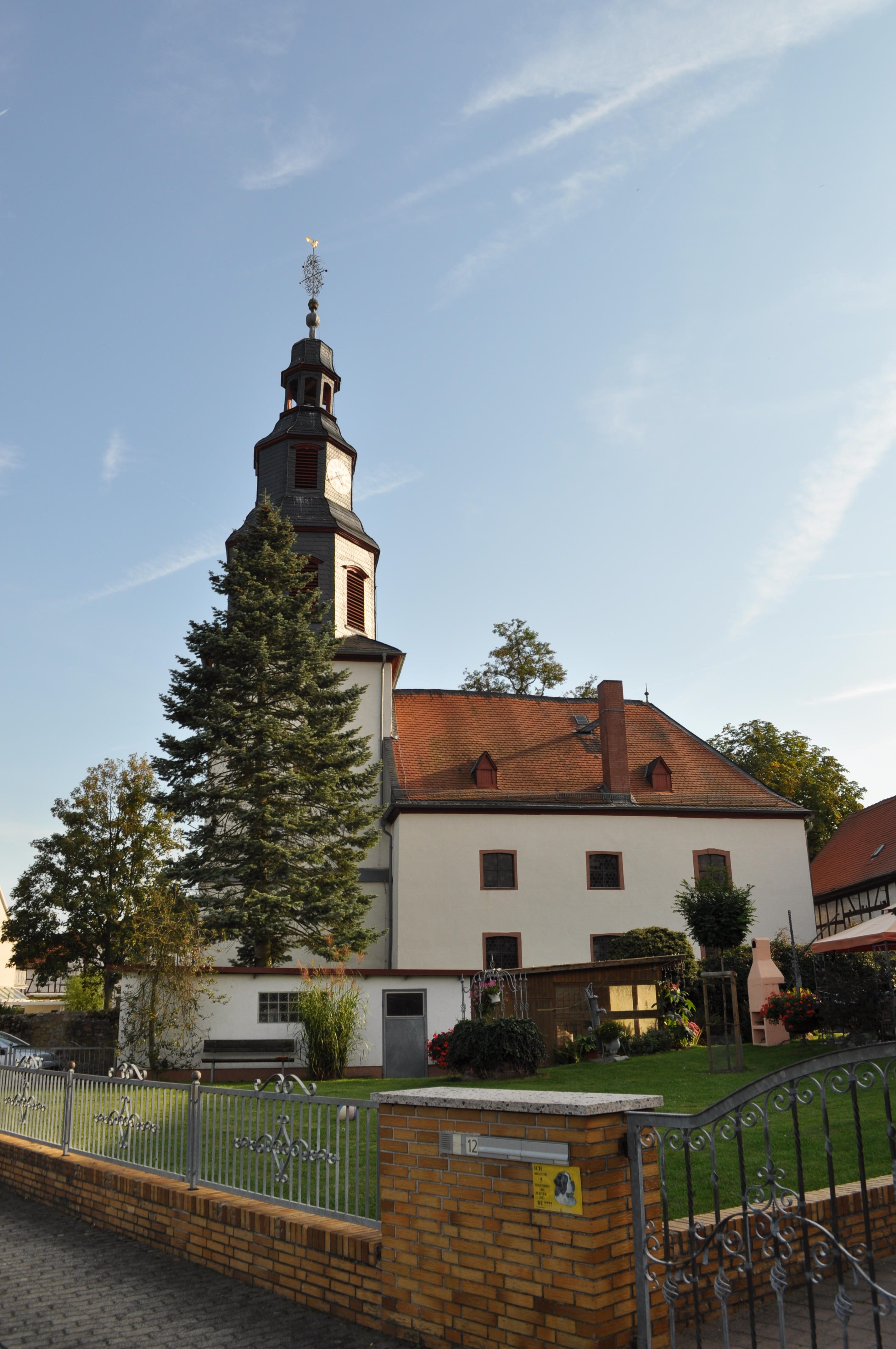
Kirche

Am Standort der heutigen evangelischen Burgkirche stand vor ihrem Bau eine Vorgängerkirche, die der heiligen Anna geweiht war. Während sie zunächst Filialkirche war und der Mutterkirche in Straßheim untergeordnet war, wurde sie vor der Reformation von 1533 selbst Pfarrkirche.
Die baufällige alte Kirche wurde abgerissen. 1772 bis 1774 wurde die heutige Kirche erbaut. Einziger erhaltener Teil der alten Kirche war der gotische Kirchenstumpf, der um einen hölzernen Aufbau von drei „welschen Hauben“ ergänzt wurde.
Das neue Bauwerk war größer als die alte Kirche. Die Gesamthöhe des Turmes beträgt 34,5 Meter. Die Kirche hat eine Gesamtlänge von 22,6 Meter. Allein das Schiff hat eine Höhe von 13,15 Meter und Breite von 10,3 Meter. Die Kirche ist ein protestantischer Saalbau mit Emporen. Die Decke ist mit Stuckarbeiten von Peter Wilhelm Rossbach aus Ober-Rosbach geschmückt.
Die erste Orgel stammt aus dem Jahr 1702. Das Gehäuse der Orgel wurde von der Nachfolgeorgel mitgenutzt. 1927 wurde die defekte Orgel ausgebaut und eine neue Orgel von der Orgelbaufirma Förster & Nicolaus aus Lich eingebaut.
Die älteste der drei Glocken stammt aus dem Jahr 1756 von Johann Peter Bach. Die anderen Glocken wurden im Ersten und Zweiten Weltkrieg eingeschmolzen und 1949 durch neu gegossene Glocken ersetzt.

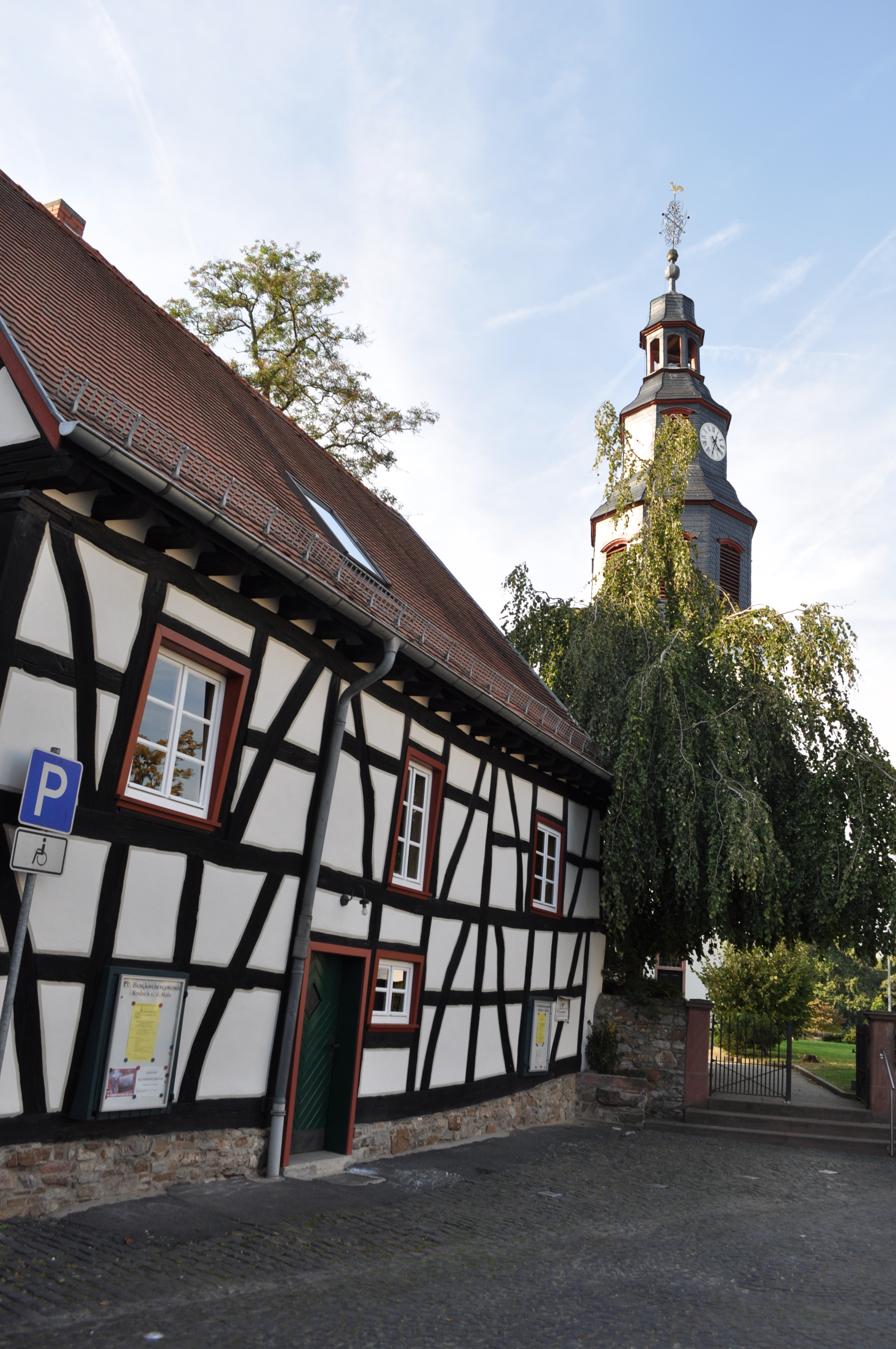
Ehemalige Pfarrscheune mit Kirche
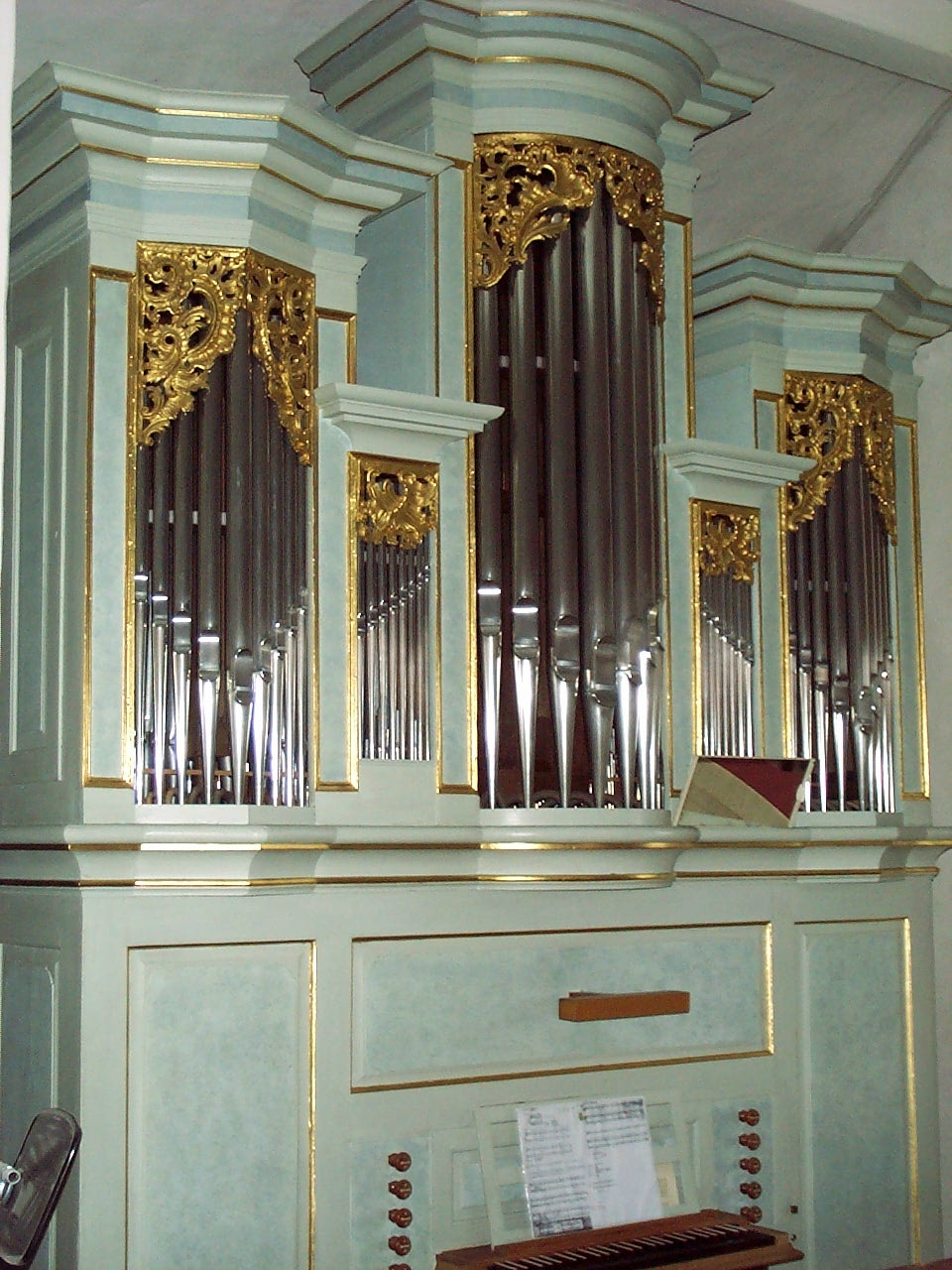
Orgel

Neben der Kirche befindet sich die ehemalige Pfarrscheune, die heute als Gemeindezentrum genutzt wird.

## Wirtschaft und Infrastruktur

### Verkehr
Der Bahnhof Rosbach vor der Höhe befindet sich westlich des Ortes an der Bahnstrecke Friedberg–Friedrichsdorf. Durch den Ort verlaufen die Landesstraße 3352 und die Kreisstraße 11. Die Bundesstraße 455 trennt optisch Nieder-Rosbach von Ober-Rosbach.

### Betriebe

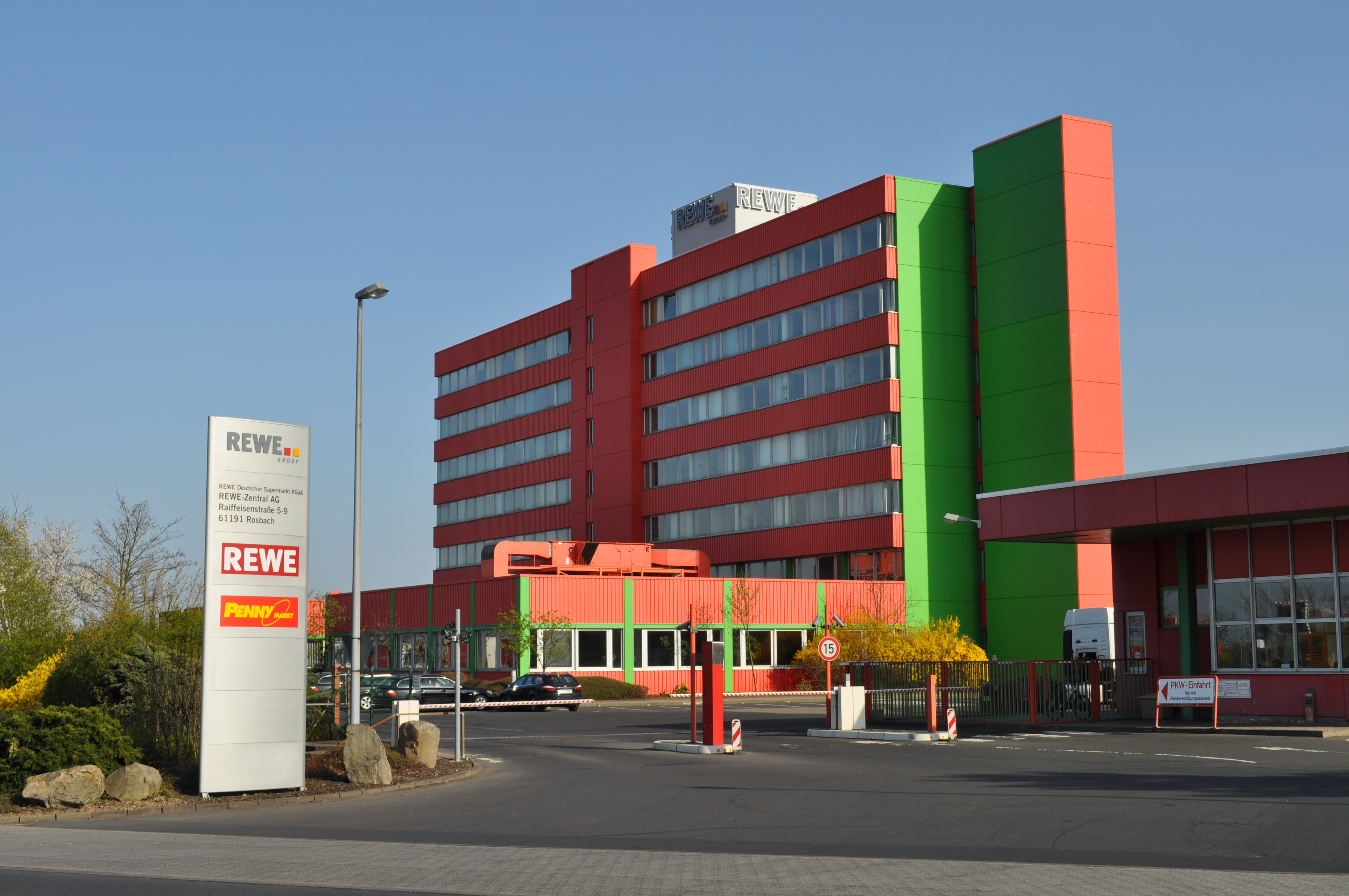
Zentrallager der Rewe

Der Traditionsbetrieb Rosbacher Brunnen ist im Ort ansässig. Seit 2001 gehört der Betrieb zu den Hassia Mineralquellen, die das Mineralwasser der Marke Rosbacher mittlerweíle in Bad Vilbel abfüllen.  Weiterhin befindet sich hier ein großes (und aufgrund des markant roten Gebäudes weithin sichtbares) Zentrallager und Verwaltungsgebäude der REWE Deutscher Supermarkt KGaA. Im selben großen Gewerbegebiet mit Einzel- und Großhandelsunternehmen finden sich zwei Fastfoodrestaurants, Supermärkte und Tankstellen. Im angrenzenden Waldgebiet befinden sich Quarzitsteinbrüche.

### Öffentliche Einrichtungen
- Im Stadtteil befinden sich zwei Kindertagesstätten in städtischer Trägerschaft.